# Hałda popłuczkowa w Tarnowskich Górach
Hałda popłuczkowa w Tarnowskich Górach – hałda powstała z nagromadzenia odpadów dolomitowych w okresie największego wydobycia rud ołowiu, srebra i cynku na terenie Królewskiej Kopalni Fryderyk (niem. Königliche Friedrichsgrube) w Bobrownikach (obecnie część Tarnowskich Gór).
Od 2006 roku obiekt objęty jest ochroną jako część figurującego w gminnej ewidencji zabytków miasta Tarnowskie Góry Parku Kulturowego „Hałda Popłuczkowa” o powierzchni 6,77 ha . W 2017 roku hałda wraz z 27 innymi obiektami została wpisana na listę światowego dziedzictwa UNESCO .

## Położenie

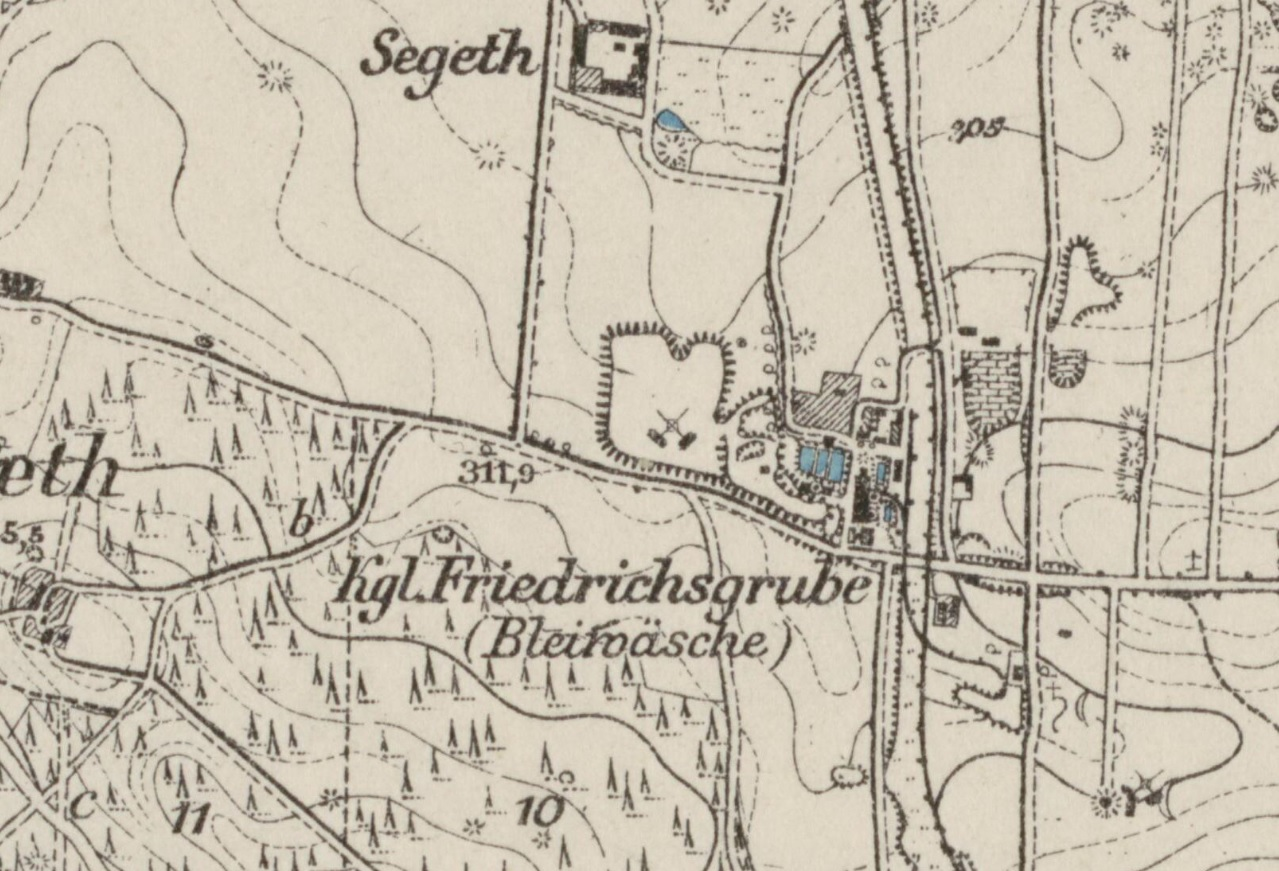
Płuczka kopalni Fryderyk – Kgl.Friedrichsgrube (Bleiwäsche). Fragment Meßtischblattu z 1925 roku (na podstawie mapy z 1881 r.)

Hałda popłuczkowa zlokalizowana jest w południowej części Tarnowskich Gór na terenie dzielnicy Bobrowniki Śląskie-Piekary Rudne, w odległości ok. 4 km od centrum miasta, w pobliżu granicy z Bytomiem . Sąsiaduje z terenami rolnymi oraz nieczynnym wyrobiskiem dawnej kopalni dolomitu „Bobrowniki”. W pobliżu znajduje się również rezerwat przyrody Segiet oraz Zabytkowa Kopalnia Srebra .
Na wschód od hałdy przebiega turystyczna linia Górnośląskich Kolei Wąskotorowych z Bytomia do Miasteczka Śląskiego; najbliższy przystanek (Tarnowskie Góry Kopalnia Srebra) zlokalizowany jest w odległości 1,2 km od hałdy. Dojście do hałdy zapewniają ulice: Mała i Długa od zachodu, północy i południa oraz Kopalniana od wschodu .

## Charakterystyka
Hałda ma formę góry stołowej w kształcie litery „L” o płaskim wierzchołku i stromych zboczach . Jej wysokość wynosi ok. 17 metrów, natomiast objętość szacowana jest na ok. 26,5 mln m³ .

## Historia

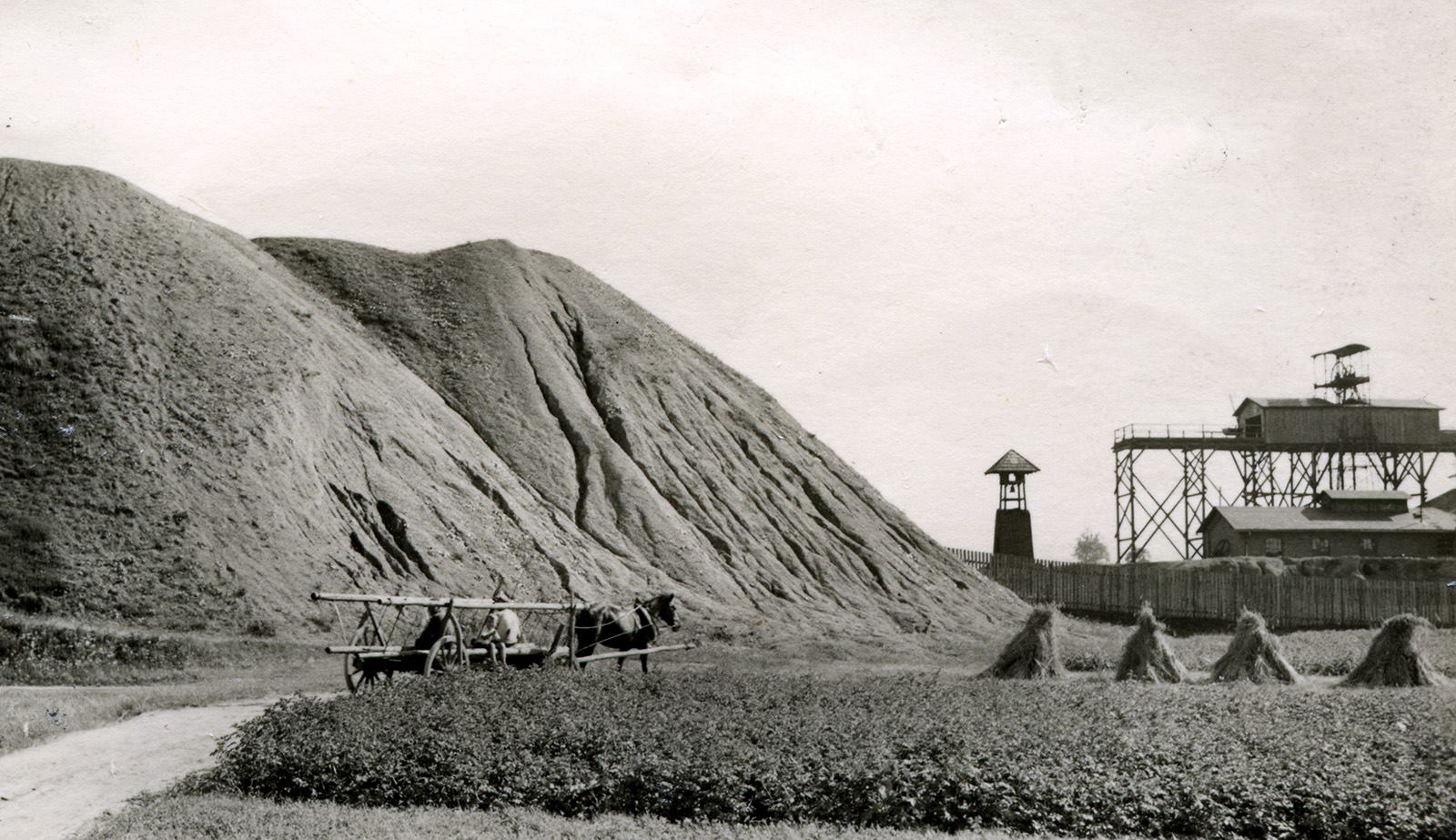
Hałda popłuczkowa z Dzwonnicą Gwarków przed 1941 rokiem

Początki hałdy sięgają lat 30. i 40. XIX wieku, kiedy to na granicy bobrownickiego i suchogórskiego rejonu wydobywczego należącego do Królewskiej Kopalni „Fryderyk”, pomiędzy szybami „Sophia” i „Frieden” (pol. „Zofia” i „Pokój”) wybudowano według projektu Rudolfa von Carnalla nowoczesny zakład przeróbczy – płuczkę, w której przerabiano wydobytą w kopalni skałę dolomitową, z której oddzielano rudy ołowiu (galenę), srebra i cynku, wraz z rudą żelaza. Zakład w 1867 roku został zmodernizowany, czego skutkiem było zwiększenie produkcji cynku, a co za tym idzie – znaczące powiększenie rozmiarów obiektu. W latach 1882–1887 zakład przerabiał między 20 000 a 30 000 ton rudy, co przyczyniło się do produkcji coraz większej ilości odpadów pochodzących z procesu płukania. Wydajność pracy zakładu sięgała 9,3 t/h, zaś ze 100 ton urobku można było otrzymać 7,5 tony surowca.
Płuczka, dzięki której powstała hałda, działała do 1912 roku. Jej teren, wraz z budynkami oraz urządzeniami przekazano spółce Oberschlesische Eisenindustrie AG.
Pod koniec II wojny światowej hałda została włączona w niemiecki system obronny, czego pozostałością są cztery żelbetonowe bunkry strzeleckie – dwa po stronie wschodniej i dwa po stronie zachodniej – oraz ciągi transzei, obecnie nieco zatarte .
Do początku 1955 roku nieopodal wzniesienia znajdowała się stara, XIX-wieczna Dzwonnica Gwarków, przeniesiona w tym samym roku na miejsce dawnego domu zbornego gwarków w centrum miasta.

## Zasoby przyrodnicze i krajobrazowe

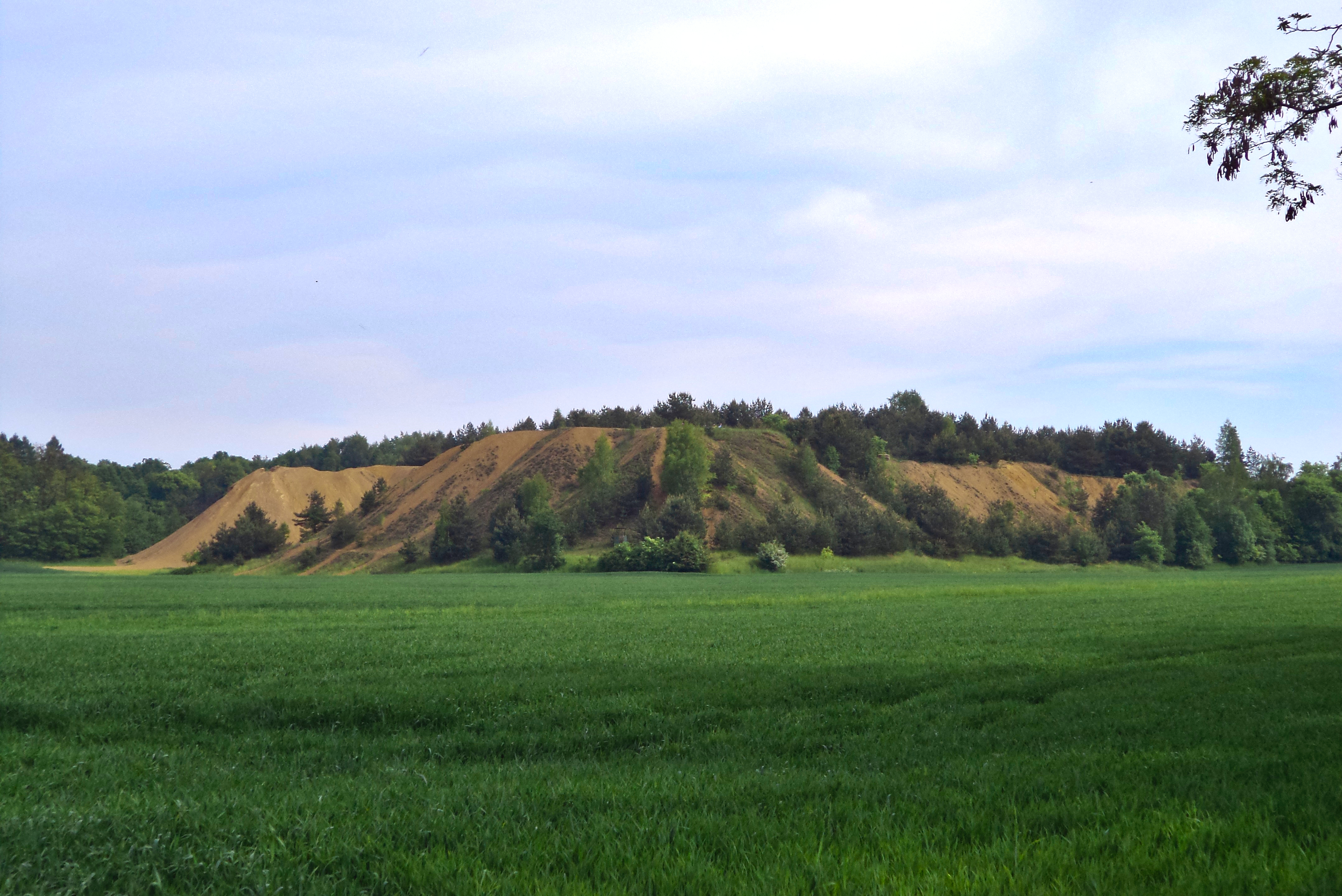
Hałda od południowego zachodu (od strony ul. Małej; 2016)

Hałda popłuczkowa z racji swojego antropogenicznego pochodzenia jest miejscem, w którym zaszła sukcesja ekologiczna pierwotna. Roślinność – początkowo niska, następnie drzewiasta – stopniowo wkraczała od południa i południowego wschodu. Gatunkami drzew występującymi na hałdzie są wiązy górskie, lipy, brzozy brodawkowate, jarzębiny oraz karłowato rosnące sosny zwyczajne. Współcześnie jedynie najmłodsza, północna część szczytu obiektu oraz północne zbocze nie są pokryte roślinnością .
Charakterystycznym elementem roślinności hałdy są tzw. murawy galmanowe, na których występują rośliny galmanowe odporne na wysokie stężenie metali ciężkich w glebie, zwłaszcza cynku i ołowiu. Porastają one płatami głównie północną, wciąż odsłoniętą część wzniesienia. Gatunkami reprezentującymi to zbiorowisko i występującymi na opisywanym terenie są np. lepnica rozdęta (Silene vulgaris) czy macierzanka zwyczajna (Thymus pulegioides). Ponadto występują gatunki chronione, takie jak centuria pospolita (Centaurium erythraea), dziewięćsił bezłodygowy (Carlina acaulis) oraz kruszczyk szerokolistny (Epipactis helleborine) . Hałdę porastają też rośliny charakterystyczne dla muraw kserotermicznych, m.in. driakiew żółtawa (Scabiosa ochroleuca) i chaber driakiewnik (Centaurea scabiosa) . Znaleźć można również gatunki takie jak szczotlicha siwa (Corynephorus canescens), strzęplica sina (Koeleria glauca), rozchodnik ostry (Sedum acre), jastrzębiec kosmaczek (Hieracium pilosella), wilczomlecz sosnka (Euphorbia cyparissias) czy dziewięćsił pospolity (Carlina vulgaris)
Faunę hałdy reprezentują liczne owady, ptaki (np. bażant, kuropatwa), zając szarak, oraz ciepłolubne gady, głównie jaszczurki.

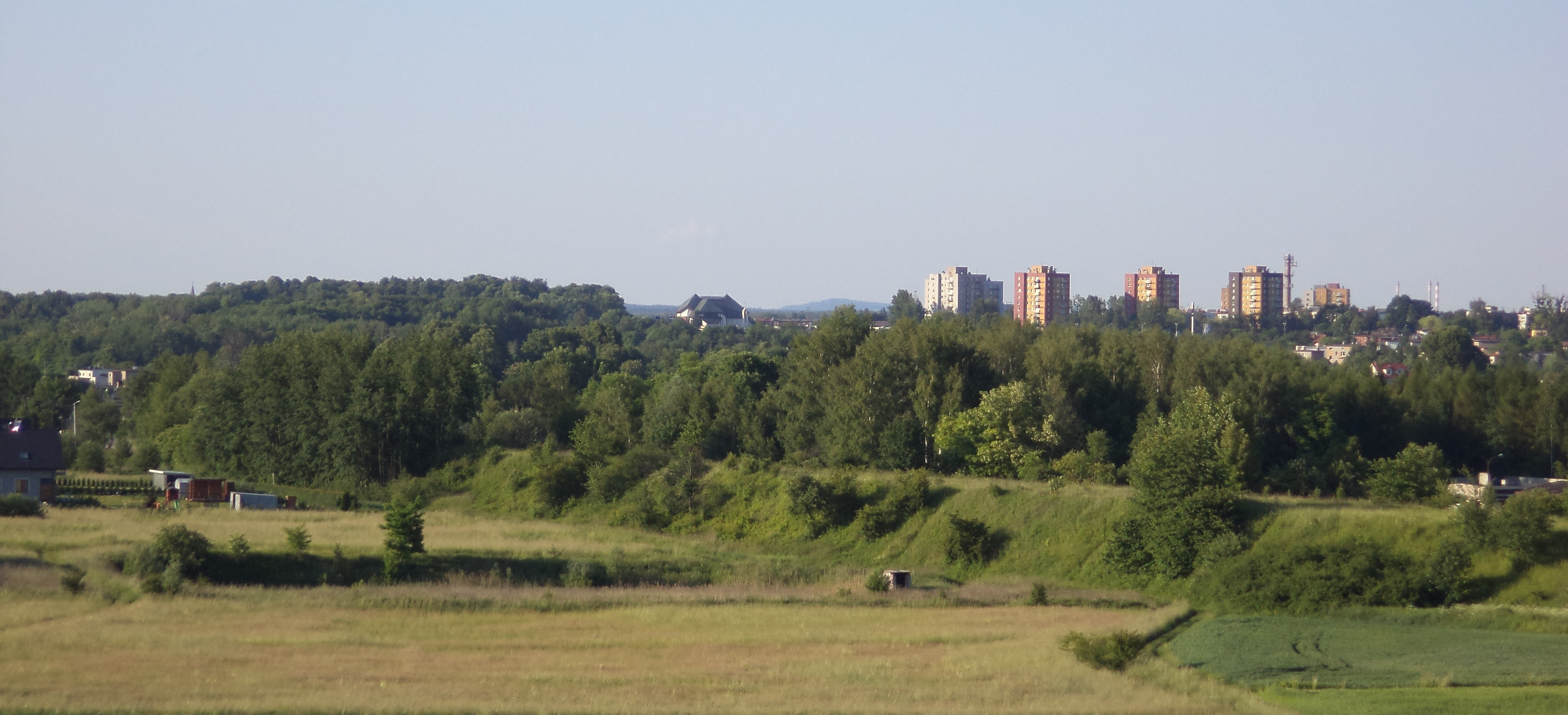
Widok z hałdy popłuczkowej w kierunku północno-wschodnim (2016)

Hałda popłuczkowa jest silnie wyróżniającym się elementem okolicznego krajobrazu. Z racji swojej wysokości oraz dogodnego dostępu do płaskiego szczytu w części zachodniej i północno-zachodniej, hałda jest popularnym punktem widokowym. Z hałdy rozciąga się panorama Tarnowskich Gór obejmująca m.in. widoczne na horyzoncie: wieże kościoła św. Mikołaja w Reptach Śląskich oraz nowego kościoła św. Marcina, zabytkowy Park w Reptach, stację wodociągową na Wzgórzu Redena, wieże kościoła św. Piotra i Pawła oraz kościoła Zbawiciela i ratusza na tarnogórskim Rynku, Park Ojców Kamilianów wraz z wieżą kościoła św. Jana Chrzciciela i św. Kamila oraz kościołem Matki Bożej Uzdrowienie Chorych, kominy Huty Cynku Miasteczko Śląskie i Górę Grojec w oddali, wieżowce na Osadzie Jana oraz zabudowania dzielnicy Bobrowniki Śląskie-Piekary Rudne z kościołem Przemienienia Pańskiego. Bliżej widoczne są m.in. hala sportowa w Tarnowskich Górach, nadszybie szybu „Anioł” z Zabytkową Kopalnią Srebra, zabudowania dawnego folwarku Segiet, nasyp Górnośląskich Kolei Wąskotorowych oraz hałdy szybów dawnej kopalni srebra Fryderyk: „Nettelbeck”, „Minette”, „Carnall”, „Żmija”, „Staszic” (wraz ze stacją wodociągową) oraz świetlików „Comet” i „Bohr”  .
Pod hałdą przebiega górny odcinek Głębokiej Sztolni „Fryderyk” od szybu „Staszic” w kierunku południowo-wschodnim. Na wschód od linii wąskotorowej sztolnia prawdopodobnie jest zniszczona z powodu eksploatacji dolomitu w kamieniołomach dawnych kopalń „Bobrowniki” i „Blachówka” .

## Badania obiektu
Pod koniec marca 2018 roku naukowcy Wydziału Nauk o Ziemi Uniwersytetu Śląskiego w Katowicach rozpoczęli badania hałdy, których celem ma być m.in. stworzenie jej trójwymiarowego modelu. Od 2018 roku w ramach projektu Dobre praktyki dla wzmocnienia bioróżnorodności i aktywnej ochrony muraw galmanowych rejonu śląsko-krakowskiego BioGalmany hałda popłuczkowa badana jest również przez pracowników Wydziału Biologii i Ochrony Środowiska tej samej uczelni. Podjęto się także restytucji muraw galmanowych, m.in. wycinając w lutym 2019 roku część porastających hałdę sosen .

## Zagrożenia
Głównym zagrożeniem ze względu na możliwość wzmagania procesów erozyjnych – zwłaszcza na zboczu północnym – jest wykorzystywanie hałdy przez motocyklistów oraz kierujących quadami . Niebezpieczeństwo pogarszania się stanu hałdy następuje również w wyniku wybierania materiału, z którego powstała, co miało miejsce u północno-wschodniego podnóża obiektu . Dla rzadkich, występujących na terenie hałdy muraw galmanowych niebezpieczne jest z kolei zjawisko wkraczania roślin inwazyjnych, zwłaszcza rdestowca ostrokończystego (Reynoutria japonica) od strony szybu „Pokój” (od południowego zachodu) oraz nawłoci późnej (Solidago gigantea) i kanadyjskiej (S. canadensis) od południa, zachodu i wschodu .